# Équipe de France de cricket
Pour les articles homonymes, voir Équipe de France.
L'équipe de France de cricket représente France Cricket, l'organisme gérant le cricket en France au sein de la  Fédération française de baseball et softball lors des compétitions internationales, comme le Championnat d'Europe de cricket, l'ICC Trophy ou la Coupe du monde de cricket. Pour la sélection féminine, voir Équipe de France de cricket féminine.

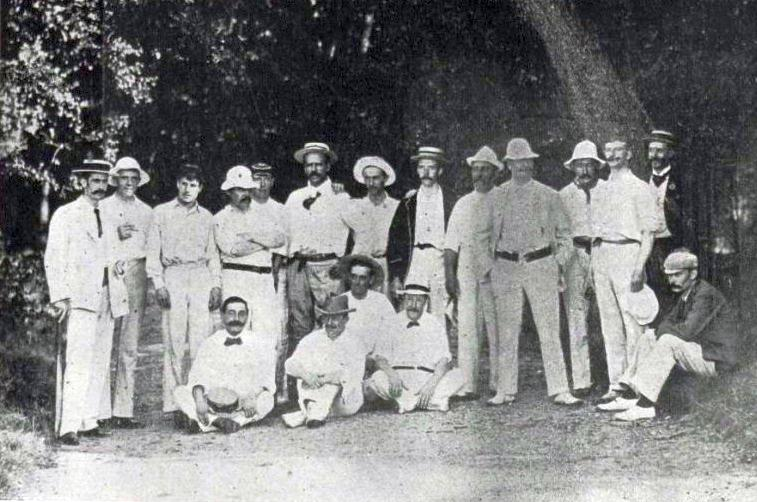
L'équipe de France de cricket en 1898.

## Histoire
Lors des Jeux olympiques de 1900 à Paris, le cricket est au programme et l'équipe de France qui est alors constituée presque exclusivement de Britanniques employés dans les hôtels et les ambassades est la seule formation à s'aligner face à la Grande-Bretagne. Les Britanniques s'imposent 262 à 104. La France hérite d'une médaille d'argent qui sera confirmée plus tard par le CIO.
Le club anglais de Marylebone avait programmé sa première tournée hors des îles britanniques en France en 1789. La Révolution repoussa cette première, et il fallut attendre 1989 pour voir une sélection française affronter enfin le Marylebone Cricket Club. À cette occasion, les Français s'imposèrent par 7 guichets. Outre ce rendez-vous reporté avec Marylebone, l'un des premiers matchs internationaux ayant laissé une trace jusqu'à nos jours est une confrontation entre le Paris Cricket Club et les Warwickshire Knickerbockers en 1864 au Bois de Boulogne.

### L'équipe de France moderne
Le cricket reste longtemps anecdotique en France, puis on assiste à un renouveau depuis les années 1980 sous l'influence des Britanniques et surtout de l'apport de l'immigration du sous-continent indien. La France rejoint l'International Cricket Council en 1987 avec un statut d' Affiliate membership puis d' Associate member depuis 1998.
À signaler qu'un match de l'équipe de France disputé en 1997 contre l'équipe nationale allemande fut classé parmi les 100 meilleurs matchs du XXe siècle par le Wisden Cricketers' Almanack. David Bordes marqua à cette occasion un point décisif malgré une fracture du crane à la suite d'un lancer allemand qui lui toucha la tête.

## Joueurs actuels
Sélection des joueurs de l'équipe de France de 2014 à 2015.
| Nom                          | Club               | Rôle                                        | Début |
| ---------------------------- | ------------------ | ------------------------------------------- | ----- |
| Zika Ali                     | PUC                | Lanceur (leg spin)                          | 2011  |
| Arun Ayyavooraju (capitaine) | Balbyniens 93      | Batteur                                     | 2000  |
| Yannis Boeuf                 | Creil              | Batteur                                     | 2014  |
| Wassim Bhatti                | PUC                | Batteur et gardien de guichet               | 2003  |
| Saravana Kumar Durairaj      | Balbyniens 93      | Lanceur (Fast-Medium)                       | 2014  |
| Ramiz Ihsan                  | Dreux Cricket Club | Lanceur (Medium)                            | 2007  |
| Zafar Iqbal                  | Creil              | Lanceur (spin) et Batteur (All-rounder)     | 2014  |
| Arslan Khan                  | FGK Gonesse        | Lanceur (leg spin) et Batteur (All-rounder) | 2014  |
| Usman Khan                   | PUC                | Lanceur (Medium) et Batteur (All-rounder)   | 2008  |
| Donald Mariathas             | Northern           | Lanceur (Fast-Medium)                       | 2014  |
| Robin Murphy                 | PUC                | Batteur                                     | 2010  |
| Hamza Niaz                   | Dreux Cricket Club | Batteur                                     | 2014  |
| William Singh                | PUC                | Lanceur (spin) et Batteur (All-rounder)     | 2009  |
| Komalan Thavalingam          | Balbyniens 93      | Lanceur et Batteur (All-rounder)            | 2014  |
| Zain Zahir                   | Dreux Cricket Club | Lanceur (Medium)                            | 2014  |

## Palmarès
Jeux olympiques
- 1900 :  Deuxième sur deux.

voir l'article Cricket aux Jeux olympiques d'été de 1900
ICC Trophy
- 2001 : Premier tour
- 2005 : Tour préliminaire

Championnat d'Europe de cricket
- 1993 : Vainqueur (Division 2)
- 1995 : 3e (Division 2)
- 1996 : Vainqueur (Division 2)
- 1997 : Vainqueur (Division 2)
- 1998 : 8e (Division 1)
- 2000 : 3e (Division 2)
- 2002 : 5e (Division 2)
- 2004 : 3e (Division 2)
- 2006 : 6e (Division 2)
- 2008 : 4e (Division 2)
- 2010 : 3e (Division 2)
- 2011 : 6e (Division 1)
- 2012 : pas de Championnat d'Europe Division 1
- 2013 : 5e (Division 1)
- 2015 : 6e (Division 1)
- 2017 : 6e (Division 1)

Tournoi de Qualification Ligue Mondiale
Dans ce tournoi d'accession à la Ligue Mondiale de Cricket (World Cricket League), l'Équipe de France rencontra, en juin 2012 à La Manga (Espagne) la Belgique, l'Autriche et Gibraltar. La Belgique ayant remporté tous ses matchs, est qualifiée, La France, 2e du classement, ne monte pas en Ligue Mondiale
Continental T20 Championship
Ce Tournoi se déroule depuis 2009 à Schiedam aux Pays-Bas
- 2009 : 3e (Hollande A, France, Allemagne et Belgique)
- 2010 : Vainqueur (Hollande A, France, Allemagne et Belgique)
- 2011 : 3e (Hollande A, France, Allemagne et Belgique)
- 2012 : 4e (Hollande A, France, Jersey, Marylebone CC)
- 2013 : 5e (Hollande Nord, Hollande Sud, Marylebone CC, Belgique, Danemark, Jersey, Allemagne, France)
- 2014 : Finaliste (Hollande A, France, Ambassade du Pakistan, Belgique)

### Palmarès Équipe U23
- 2007 : 2e (Div 2)

Le Championnat n'a eu lieu qu'une seule fois, en 2007, sur Guernesey.

### Palmarès Équipe U19
La France joue en 2e Division Européenne.
- 2003 : 8e sur 8 à Deventer (PB)
- 2005 : 8e sur 9 à Dundee (Eco)
- 2007 : 8e sur 9 à Jersey
- 2009 : 4e sur 7 à Île de Man
- 2011 : 3e sur 10 à Île de Man

### Palmarès Équipe U17
La France joue en 2e Division Européenne.
- 2001 : Vainqueur sur 7, à Corfou. Pour la première fois l’équipe de France remporte le Tournoi avec Sulanga Richmond (MVP) et Prakash Ayyavooraju Meilleur Lanceur du tournoi.
- 2002 : 2e sur 8, à Gibraltar
- 2004 : 5e sur 8 en Italie
- 2006 : Championnat annulé (Israël)
- 2008 : 7e sur 10, en Allemagne
- 2010 : 3e sur 10 à l'Île de Man
- 2012 : Bien qu'invitée à participer au Championnat (disputé au Danemark, opposant les 4 meilleures équipes du championnat U19 2011), l’équipe de France n'a pas pu participer, pour des raisons financières. Un tournoi international de remplacement a été organisé par la Fédération Allemande, opposant l'Allemagne, la France, la Belgique et le Luxembourg. L'Équipe de France remporte ce tournoi international, premier titre d'une équipe de France Jeunes depuis 2001[2].

### Palmarès Équipe U15
La France jouait en 2e Division. Le Championnat a été retiré du programme de la fédération européenne en 2010.
- 2003: 2e sur 8, Saint Astier (France)
- 2005 : 5e sur 9, Bologne (Italie)
- 2007 : 10e sur 10, La Manga (Espagne)
- 2009 : 5e sur 8, Bologne (Italie)

## Historique des entraîneurs nationaux
- 1992 à 1998 : David East (ex wicket keeper de Essex CCC)
- 1999 à 2001 : Bobby Parks  (ex wicket keeper de Hampshire CCC)
- 2011 à 2004 : Simon Hewitt
- 2005 à 2006 : David Bordes
- 2006 à 2008 : David Szumowski
- 2008 à 2011 : David Young  (ex capitaine de Durham University)
- 2011 à 2012 : David Bordes
- 2012 à 2013 : Simon Cook  (ex all rounder de Kent CCC)
- 2013 à 2014 : Shabir Hussain et Valentin Brumant
- 2015 à ....... : Tim De Leede (ex capitaine de la Hollande)